# Bijagua
Bijagua è un distretto della Costa Rica facente parte del cantone di Upala, nella provincia di Alajuela.